# Manfred Schäfer
Manfred Schäfer (Pillau, 12 de fevereiro de 1943 – 28 de março de 2023) foi um futebolista alemão naturalizado australiano que atuava como zagueiro.

## Carreira
Schäfer competiu na Copa do Mundo FIFA de 1974, sediada na Alemanha Ocidental, na qual a Austrália terminou na décima quarta colocação dentre os 16 participantes.